# Torre de Marata
La Torre de Marata es un casal fortificado y amurallado, de estilo gótico, en el que destaca la torre de defensa. Está situado en el vecindario de Marata en el municipio de Massanet de la Selva.
No se sabe la fecha de construcción de la fortificación, pero aparece por primera vez en un documento escrito en el año 1279.
Pertenecía a Alemanda de Cartellá, casada con Ramón de Marata y del que tomó el nombre. Este ha sido el nombre que se ha mantenido hasta hoy día, a pesar de haber cambiado de propietarios durante siglos.

## Edificio
La fortaleza es de planta cuadrada y está rodeada por una muralla. La torre de defensa es redonda y consta de cuatro plantas con aspilleras y pequeñas aberturas rectangulares. En la primera planta es donde se encuentran las ventanas románicas y góticas, el resto está formado por aspilleras. La última planta casi desapareció tras el incendio de 1923.
La puerta principal es un arco de medio punto y en las plantas superiores se pueden ver las ventanas de arco conopial. En la fortificación se encuentra una capilla dedicada a Santa Ana, de nave rectangular y con un ábside de medio punto, que fue restaurada debido a la destrucción que sufrió en 1880 al caer un rayo. Dentro de las murallas de la torre había varias casas donde vivían los criados y los mozos.
Actualmente se encuentra en buen estado de conservación pero el interior no se puede visitar por ser una propiedad particular.